# Beverley Craven
Pour les articles homonymes, voir Craven.
Beverley Craven, née le 28 juillet 1963 à Colombo au Sri Lanka, est une chanteuse-compositrice et pianiste britannique. Son premier single, Promise Me, sorti en 1990, est devenu un classique de la musique pop.

## Biographie

### Jeunesse
Bien que citoyenne britannique, Beverley Craven, est née à Colombo en juillet 1963, alors que son père travaillait pour Kodak au Sri Lanka. La famille retourne dans le Hertfordshire dix-huit mois plus tard, en 1965. Craven commence à prendre des leçons de piano à l'âge de sept ans, encouragée par sa mère qui était violoniste classique.
Après avoir quitté l'école, elle a fréquenté le Art College, tout en tournant dans des pubs de Londres avec divers groupes et en écrivant quelques chansons. Elle fut également une nageuse accomplie durant son adolescence et a ainsi participé à plusieurs compétitions locales et nationales de natation à travers le Royaume-Uni.
Craven n'a acheté son premier disque pop qu'à l'âge de 15 ans. Elle a été marquée par des auteurs-compositeurs tels qu'Elton John, Judie Tzuke, Stevie Wonder et plus particulièrement Kate Bush, qui ont tous influencé sa musique.
Elle a quitté l'école et ses parents à l'âge de 18 ans, puis a exercé divers petits boulots. N'ayant pas réussi à trouver d'atomes crochus avec d'autres musiciens pour fonder un groupe, Beverley Craven décide de se lancer dans une carrière solo à l'âge de 22 ans. Après une brève tournée comme choriste avec le chanteur soul Bobby Womack (qui a d'ailleurs essayé de l'inscrire sur son label), elle enregistre ses premières démos puis attire l'attention du directeur de Go West, John Glover. Ce dernier lui permet rapidement de signer un important contrat d'édition musicale avec Warner Brothers, puis un contrat avec Epic Records.

### Premier album
En novembre 1988, Beverley Craven fut envoyée à Los Angeles pour travailler avec des auteurs-compositeurs reconnus et apprendre à jouer dans les bars et restaurants. L'expérience fut, selon ses dires, "improductive", ce qui l'entraîna vers une écriture solitaire. Peu de temps après, toujours à Los Angeles, elle fit une première tentative pour enregistrer un premier album avec Stewart Levine, du groupe Simply Red. Cependant, cette expérience fut un semi-échec, Craven ressentant le professionnalisme des enregistrements comme un échec à capturer la naïveté de son travail. Elle signa alors avec soulagement chez Epic, puis continua à enregistrer avec Paul Samwell-Smith, qui avait travaillé entre-autres pour Cat Stevens, Carly Simon et All About Eve.
L'album, simplement intitulé Beverley Craven, sortit finalement en juillet 1990 et, même s'il n'attira pas l'attention au Royaume-Uni, il trouva son public en Europe. Ce n'est qu'en avril 1991 qu'elle rencontra enfin le succès dans son pays natal. Une réédition du titre Promise Me fut fortement encouragée et culmina finalement à là 3e place du classement des singles en Grande Bretagne, devenant son plus grand succès. Cette embellie propulsa son premier album au Top 3 des ventes au Royaume-Uni. L'album resta classé plus d'un an et fut certifié double-disque de platine dans ce pays. L'album s'est finalement vendu à plus d'1,2 million d'exemplaires dans le monde entier. Les autres singles tirés pour la promotion de l'album, Holding On et Woman to Woman, eurent moins de succès, mais contribuèrent à maintenir l'élan des ventes. Enfin, elle publia en 1992 la vidéo d'un concert intitulée Memories, enregistré live au Symphony Hall de Birmingham.
Nommée dans trois catégories, Craven chanta lors des Brit Awards en février 1992, remportant le Best British Newcomer Award. Elle était alors enceinte de huit mois puis elle donna naissance à son premier enfant, Mollie, moins d'un mois plus tard.

### Love Scenes(1993)
Beverley Craven a passé la majeure partie de l'année 1992 à profiter de sa maternité et à finaliser l'enregistrement de son deuxième album. Love Scenes, à nouveau produit par Paul Samwell-Smith, est finalement sorti en septembre 1993. Cet album a rencontré un succès moindre que le précédent, passant seulement treize semaines dans les Charts. Trois singles ont été tirés de l'album : Love Scenes, Mollie's Song (écrit pour sa fille), ainsi qu'une reprise d'ABBA, The Winner Takes It All. Ces singles ne sont devenus que des succès mineurs, seule la chanson-titre atteignant le Top 40 en Angleterre.
En 1993, Beverley Craven a entrepris une tournée de concerts comprenant douze dates, avec notamment un spectacle à guichets fermés pour Noël au Royal Albert Hall de Londres.

### Mixed Emotions(1999)
Beverley a pris une pause de cinq ans après avoir donné naissance à deux autres filles, ce n'est donc qu'en 1999 qu'elle sort son troisième album Mixed Emotions. Elle a enregistré son album dans son studio personnel, produisant elle-même le disque pour la première fois. L'album a culminé au 46e rang en Grande-Bretagne, passant deux semaines dans les charts. Le premier single I Miss You a été publié uniquement à titre de single promotionnel car le label a refusé de le commercialiser. Après la tournée de l'album, elle s'est retirée de la musique afin de s'occuper de ses filles. Puis, toujours en 1999, Beverley a chanté sur une pièce, The Very Last Time, de l'album The Time Machine d'Alan Parsons.

### Actualité récente
(juillet 2022).
Beverley Craven a publié un DVD live, intitulé Live in Concert en août 2010, ainsi qu'un livret de chansons la même année avec les paroles des chansons de ses quatre albums. Craven a également publié une autobiographie intitulée Truth Be Told en 2012, ouvrage vendu exclusivement sur son site Web.
Elle sort en 2009 son quatrième album studio, Close to Home.
Le cinquième album studio de Craven, Change of Heart, est sorti le 9 septembre 2014. Cette parution a été suivie d'une tournée à travers l'Angleterre.

## Vie privée
Beverley Craven a rencontré le chanteur-compositeur-interprète Colin Campsie dans les coulisses d'un concert de Tears for Fears.  Ils se sont mariés en 1994. Le couple a eu trois filles : Mollie, Brenna et Constance (Connie). Après que Beverley a été diagnostiquée et traitée pour un cancer du sein en 2006, le couple s'est séparé en 2010 et a divorcé en 2011.

## Discographie

### Collaboration
- Alan Parsons : The Time Machine 1999 - Chant sur The Very Last Time